# Louis Surugue
Pour les articles homonymes, voir Surugue.
Ne pas confondre avec son fils Pierre Louis de Surugue (ou Pierre-Louis Surugue) (1710-1772), également graveur.
Louis Surugue (ou Louis de Surugue de Surgis), né à Paris en 1686 et mort le 6 octobre 1762 à Grand-Vaux près de Savigny-sur-Orge, est un graveur aquafortiste et buriniste français du XVIIIe siècle, signant ses travaux L. Surugue, Louis Surugue ou Ludovicus Surugue (son fils Pierre-Louis, avec qui il est encore trop souvent confondu, signant ses travaux P.L. Surugue).

## Biographie

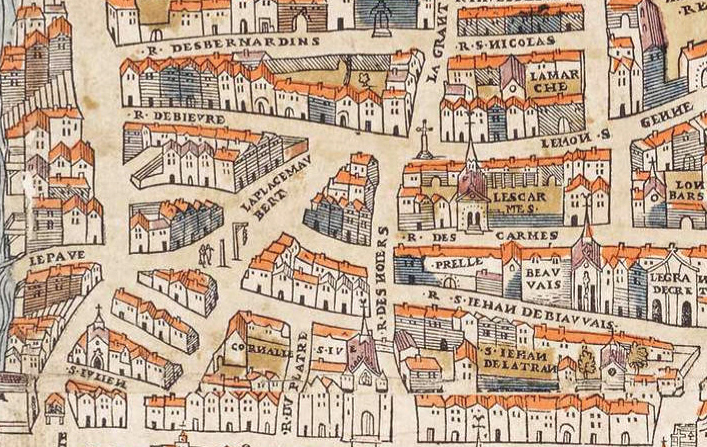
La rue des Noyers sur le Plan de Truschet et Hoyau

Louis Surugue naît quai de la Tournelle (paroisse Saint-Nicolas-du-Chardonnet) du mariage le 6 mai 1685 de Toussaint Surugues (sic), marchand de vin, bourgeois de Paris († 1721), et d'Antoinette Naudin. De son grand-père paternel Philippe Surugues, laboureur à Surgy, dans le Nivernais, il restera à notre artiste d'être appelé Surugue de Surgis.
Frère aîné du sculpteur Pierre-Étienne Surugue, Louis Surugue étudie avec Bernard Picart, qu'il accompagne aux Pays-Bas en 1710. De retour en France en 1715, il s'établit rue des Noyers, (« attenant au magasin de papier et face au mur Saint-Yves », repéré par les lettres S.IV sur le Plan de Truschet et Hoyau, sait-on par les légendes de ses estampes) comme producteur, fabricant d'estampes et vendeur de gravures. Marié à Cornelia Boswens, il obtient en particulier le monopole de la reproduction gravée des œuvres de Charles Antoine Coypel et d'Antoine Watteau en s'associant avec le marchand de tableaux Edme-François Gersaint. Il obtient également en 1721 une licence exclusive pour l'impression et la vente des gravures d'après les dessins de Charles Antoine Coypel qu'il produit jusqu'en 1744.
Dans la pleine continuité de sa suite de gravures consacrées à la galerie d'Hercule de l'hôtel Lambert, due à Charles Le Brun et reconnue comme annonciatrice de la galerie des glaces de Versailles, Louis Surugue est l'éditeur en 1725 du Grand escalier des Ambassadeurs du château de Versailles avec vingt-quatre planches gravées par lui-même, par Étienne Baudet et par Charles Simonneau d'après le même Charles Le Brun. On retrouve son nom aux côtés de ceux de François Boucher, Laurent Cars, Charles Nicolas Cochin, Jacques-Philippe Le Bas ou Nicolas-Henri Tardieu, parmi les vingt-huit graveurs qui, chez Gersaint, contribuent en 1735 au recueil Julienne dédié à l'œuvre de Watteau.
Georges Duplessis restitue que « Louis Surugue eut le bon goût de graver presque toujours d'après les artistes qui vivaient de son temps ; il gagna à cette louable coutume de travailler souvent sous les yeux des auteurs mêmes des œuvres qu'il reproduisait, et Antoine Coypel put surveiller la gravure de son Don Quichotte, Boucher sa Mort d'Adonis, Jacques Dumont et Jean-Baptiste Pater le Roman comique qu'ils avaient illustré, enfin Antoine Watteau un Concert, une scène de la Comédie italienne dans laquelle Pierrot et Arlequin sont au premier plan, et les Amusements de Cythère, planche élégante et fine qui rappelle fort pour la vigueur du ton avec laquelle elle est gravée le Narcisse endormi que grava Gérard Audran d'après Nicolas Poussin ».
Louis Surugue entre à l'Académie royale de peinture et de sculpture le 30 juillet 1735 (sur présentation des portraits de Joseph Christophe d'après Hubert Drouais et de Louis de Boullogne d'après Antoine Mathieu) et devient la même année contrôleur général des rentes de l'hôtel de ville de Paris.
Surugue possède une collection importante d'estampes, transmise à sa mort à l'imprimeur aussi graveur Pierre-François Basan, puis revendue par la suite.
Son fils Pierre Louis de Surugue (ou Pierre-Louis Surugue) (1710-1772) est également graveur. Séverine Sofio évoque deux filles de Louis Surugue qui sont de même dans le métier de la gravure, point sur lequel le flou demeure puisque le Dictionnaire Bénézit cite pour sa part deux artistes, Surugue l'aînée et Surugue la cadette, comme étant ses nièces.

## Œuvres

### Artistes interprétés (ordre alphabétique)

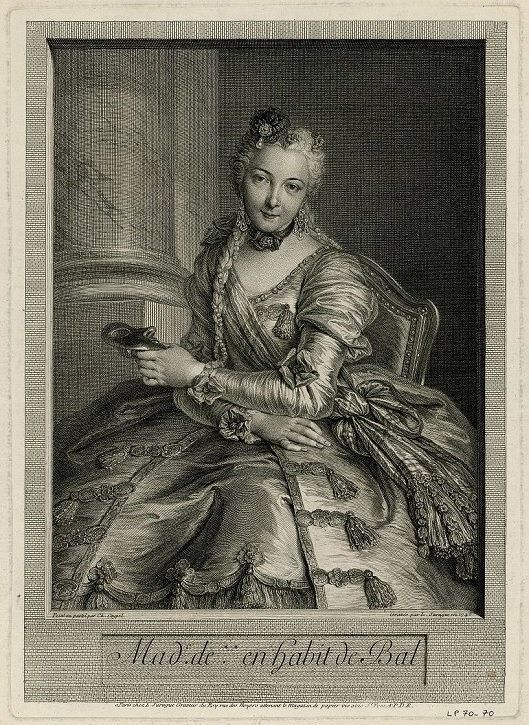
Madame de*** en Habit de bal (Charlotte Gaucher de Mouchy), d'après Coypel

- François Boitard, Sainte-Cécile jouant de l'orgue[8].
- Jean Siméon Chardin, Maison des cartes, 1744 ; L'instant de la méditation, 1747 ; Les amusements de la vie privée, 1747[9] ; Aveugle mendiant, 1753.
- Le Corrège, La fille de Tancrède, Gabrielle de Vergy ; L'homme sensuel, 1720[10].
- Pierre de Cortone.
- Jacques Courtin, Purcie[11].
- Charles Antoine Coypel, Métamorphose de Clytie en tournesol[11] ; L'apothéose d'Hercule et les chemins qui conduisent les héros à l'immortalité (projet de décor allégorique pour le château de Saint-Cloud, réalisation interrompue par la mort du régent Philippe d'Orléans en 1723), 1723 ; Don Quichotte, conduit par la folie et embrasé de l'amour extravagant de Dulcinée, sort de chez lui pour être chevalier errant, 1723-1724[12] ; Persée délivre Andromède, 1732 ; Daphnis (interprétation du pastel intitulé Le joueur de musette) ; La Folie pare la Décrépitude des ajustements de la Jeunesse, 1745 ; Madame de*** en habit de bal, 1746.
- François-Louis Debrie, Télémaque, conduit dans un temple de Vénus à Chypre, s'y laisse surprendre aux attraits du culte voluptueux de cette déesse, gravure pour Les Aventures de Télémaque, 1726.
- Gérard Dou, Le hachis d'oignons.
- Hubert Drouais, Portrait de Joseph Christophe[13].
- Louis Fabricius Dubourg (en), Idoménée, par le secours de Mentor, ayant fait la paix avec les alliés, fait faire un sacrifice commun entre la ville et le camp pour la continuation de cette alliance, gravure pour Les Aventures de Télémaque, 1726[11].
- Jacques Dumont, Un serrurier coupe le pot de chambre pour dégager le pied de Ragotin, 1726[14],[15].
- Domenico Duprà, Portrait de Charles Édouard Stuart, 1740[16].
- Jérôme Genga, Guérison de dix lépreux par Jésus-Christ[11]
- René-Antoine Houasse, Le jeu de coupe-tête.
- Nicolas de Largillierre, Portrait d'Étienne François Geoffroy.
- Charles Le Brun, Vues intérieures de l'escalier des Ambassadeurs du château de Versailles, pour l'ouvrage Grand escalier du châtreau de Versailles dit escalier des Ambassadeurs ordonné et peint par Charles Le Brun, Écuyer du Roi, consacré à la mémoire de Louis le Grand : 1) paroi nord ; 2) paroi sud ; 3) paroi ouest[17] ; Les différentes nations de l'Afrique ; Les différentes nations de l'Amérique ; Les différentes nations de l'Asie ; Les différentes nations de l'Europe, 1720 ; La reddition de Cambrai ; La bataille de Cassel ; La prise de Saint-Omer ; Valenciennes remportée d'assaut ; La chasse à l'ours sauvage[11] ; Les adeptes de la flore, 1713 ; Louis XIV accordant sa protection aux beaux-arts, gravure de la suite Versailles immortalisé, 1720[18].
- Antoine Mathieu, Portrait de Louis de Boullogne, 1735[19].
- Adam François van der Meulen, Prise de Saint-Omer[8]
- Pierre Mignard, La Musique ; Les Mathématiques ; L'Astronomie ; La Poésie ; La Peinture ; La Sculpture, gravures allégoriques, 1712.
- Charles Parrocel, Arrivée de trois carrosses à Versailles devant les grilles de l'escalier des Ambassadeurs, 1725.
- Jean-Baptiste Pater, L'arrivée des comédiens au Mans ; Ragotin pousse brusquement dans l'eau le Père Gifflot qui entraîne le cocher, et celui-ci le paysan ; Madame Boivillon ouvre la porte à Ragotin qui lui fait une bosse[8] ; La rancune coupe le chapeau de Ragotin ; Ragotin retiré du coffre où la servante l'avait enfermé ; Ragotin à cheval, sa carabine lui tire entre les jambes ; La Rappinière tombe sur une chèvre ; Madame Boivillon, pour tenter le Destin, le prie de lui chercher une puce, gravures pour Le roman comique de Paul Scarron[14] ; Le désir de plaire, 1743[20].
- Bernard Picart, Frontispice de la suite de figures du jardin de Versailles.
- Nicolas Poussin, Moïse s'étant approché du camp, il vit le veau et les danses. Alors il entra en une grande colère et il jeta les tables qu'il tenait à la main et les brisa au pied de la montagne, 1750.
- Rembrandt, Le philosophe en méditation ; Le philosophe en contemplation, 1754[8].
- Pierre Paul Rubens, Institution de l'Eucharistie (la Cène).
- Raphaël Sanzio, Sainte Marguerite.
- Andrea del Sarto, Le sacrifice d'Isaac.
- David Téniers le jeune, Petit lendemain de noce flamande ; Le jeu du mail flamand[21] ; David Téniers fait dire la bonne aventure à sa femme[11], La fileuse flamande (1655), 1740.
- Jean-François de Troy, L'ornement de l'esprit et du corps ; Disco puer virtutem ex me verumque laborem, frontispice de La Henriade de Voltaire, Londres, 1728.
- Nicolas Vleughels, Les quatre éléments, suite de quatre gravures, 1721.
- Antoine Watteau, dix gravures en tout, dont : Arlequin, Pierrot et Scapin, 1719[22] ; Les amusements de Cythère (Vénus jouant avec des amours)[11] ; Le concert et les comédiens italiens, 1719.

### Gravures personnelles
- Présenté à Monsieur le Comte de Maurepas, généalogie des dieux de l'Antiquité.
- La ménagère[8].

## Galerie

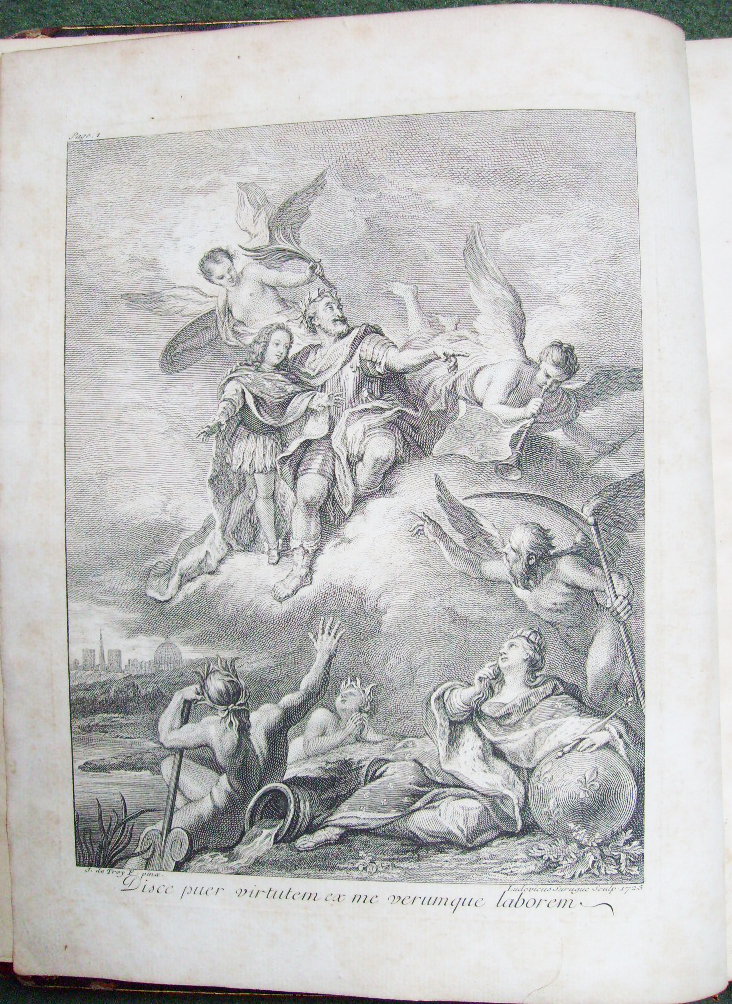
Frontispice de La Henriade
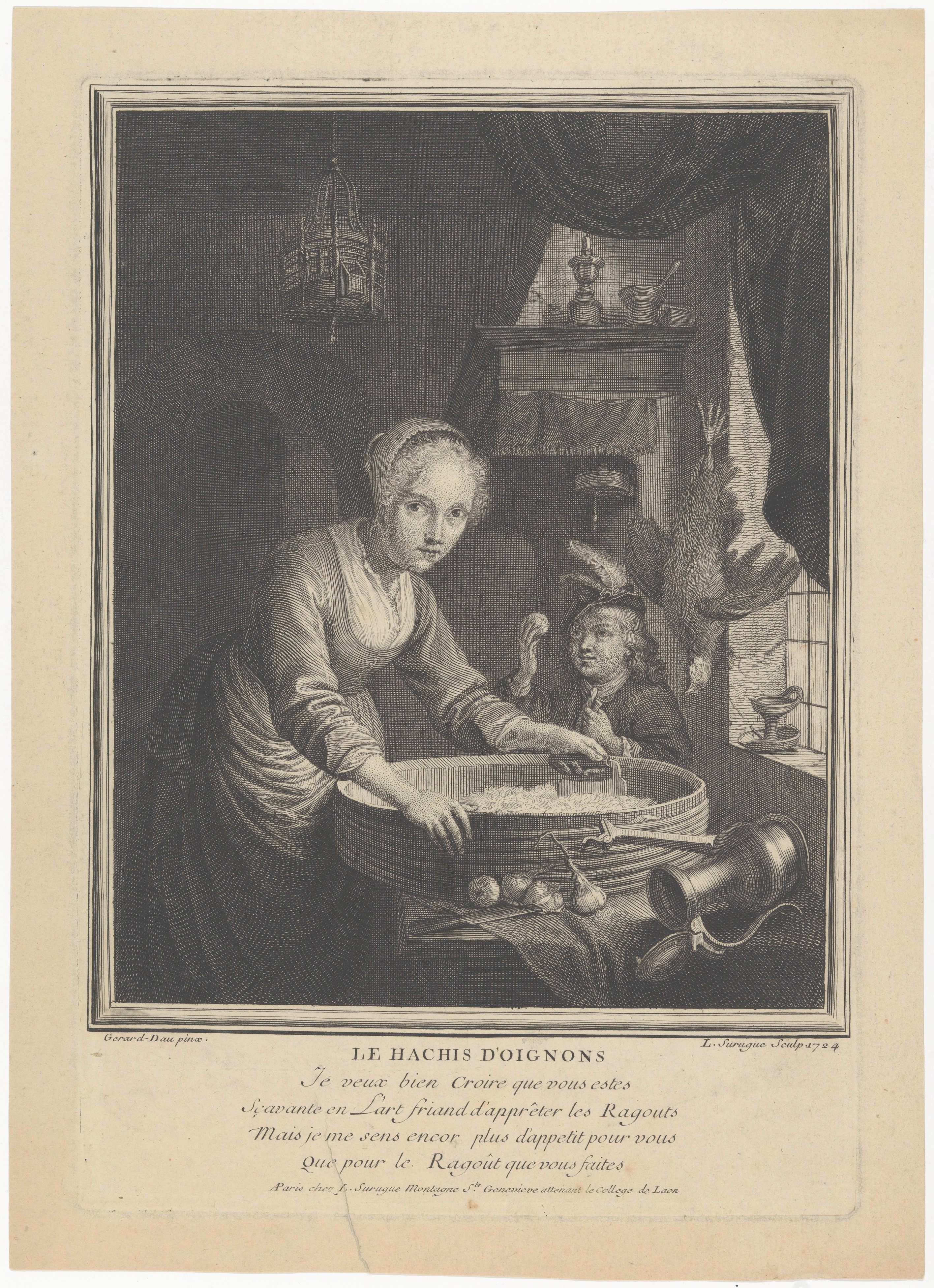
Le hachis d'oignons
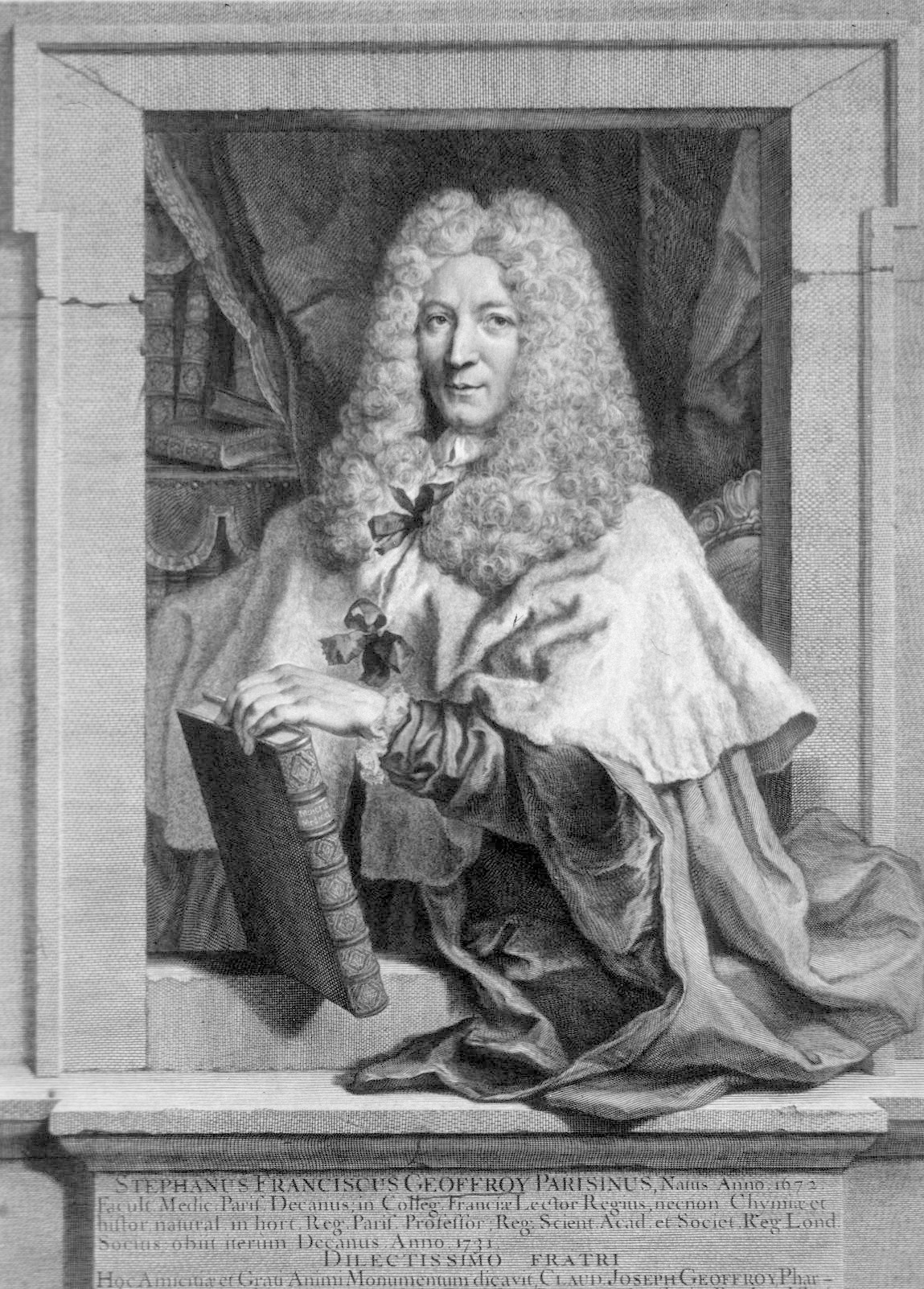
Étienne-François Geoffroy
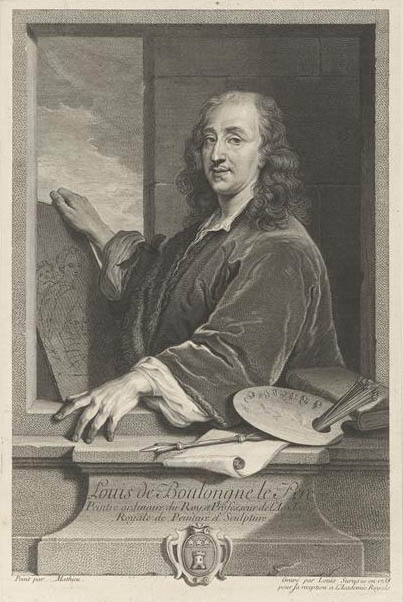
Louis de Boullogne
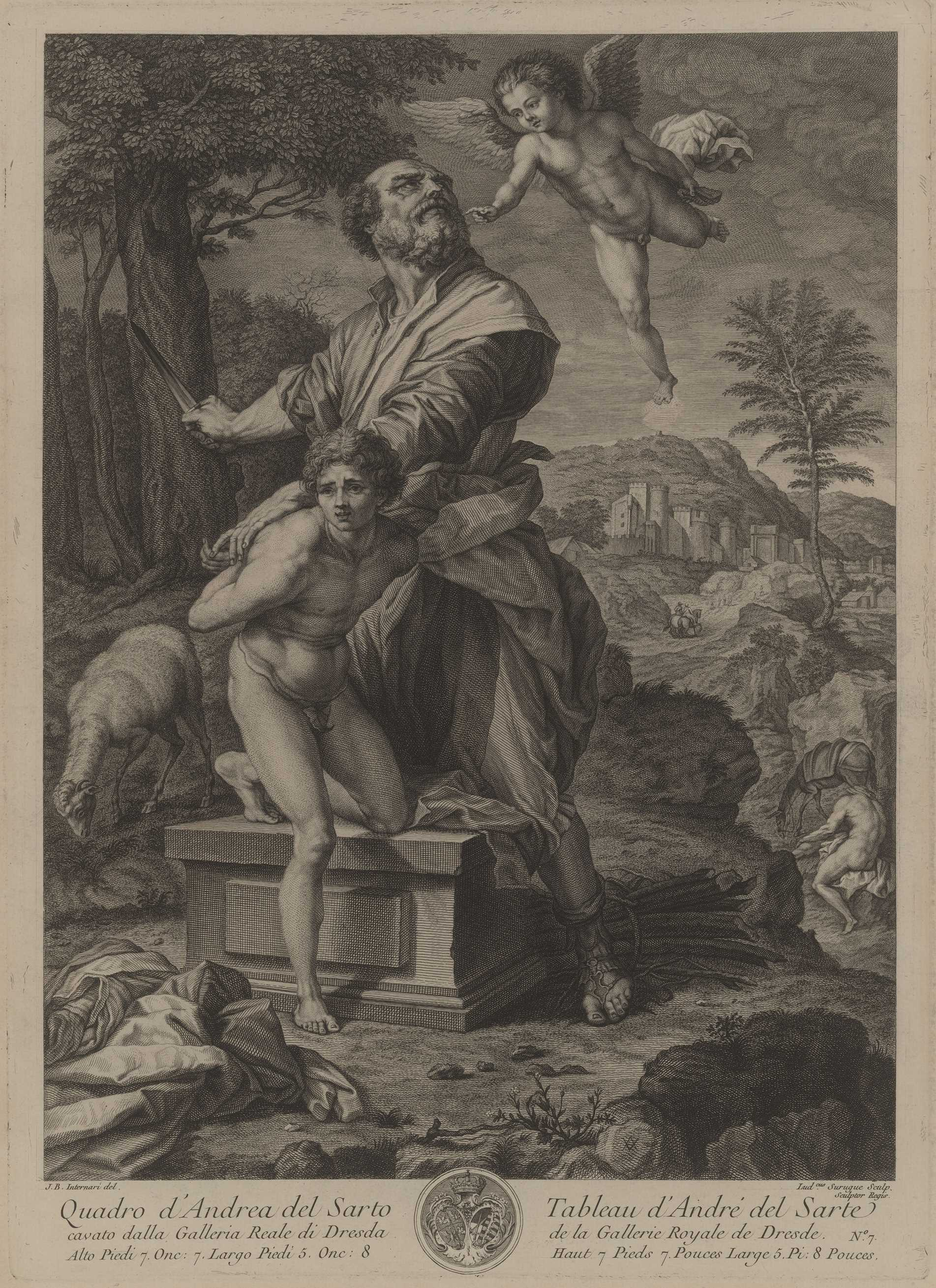
Le sacrifice d'Isaac
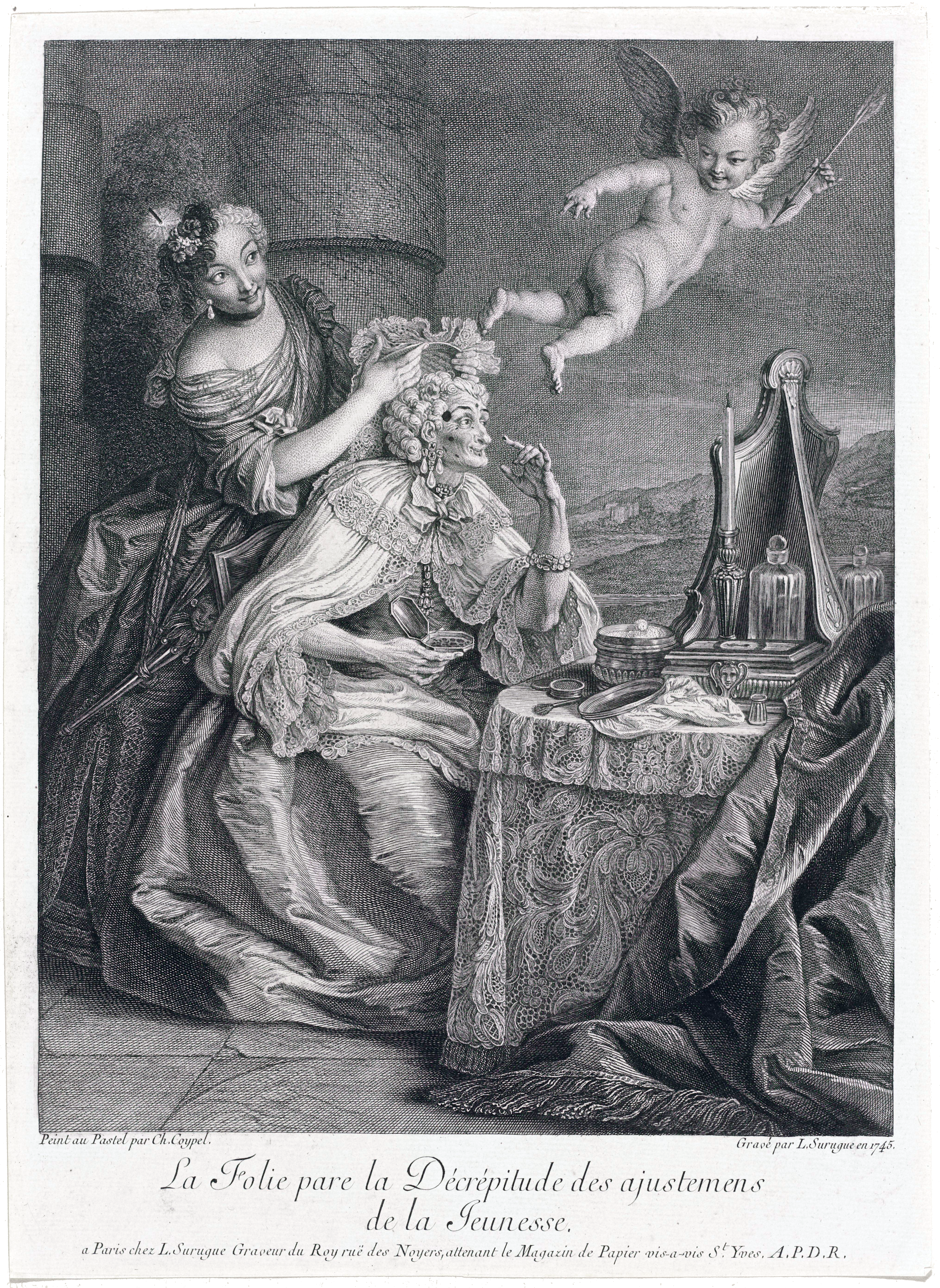
La Folie pare la Décrépitude...
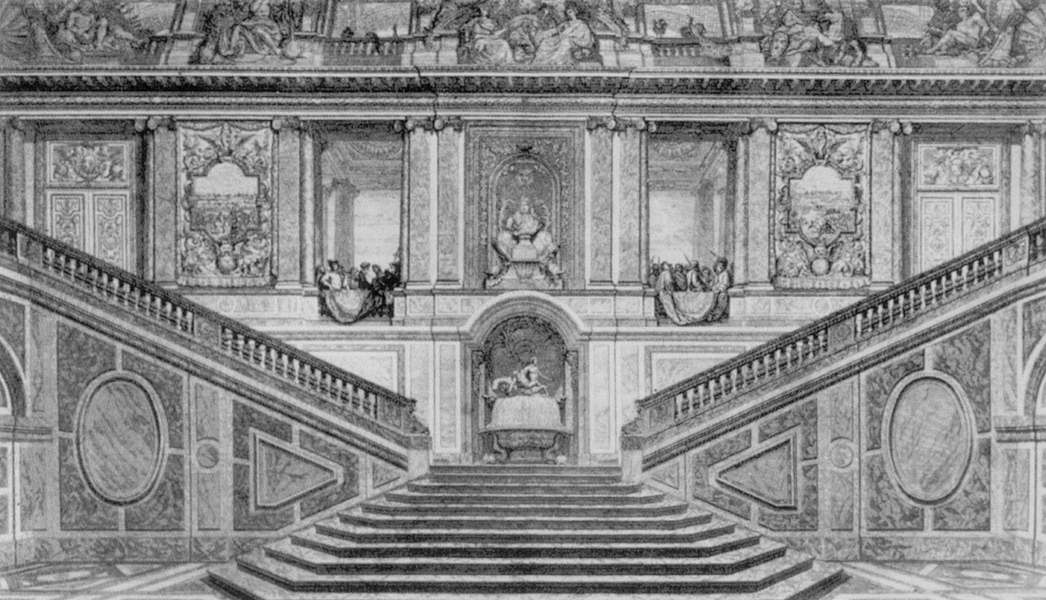
L'escalier des Ambassadeurs
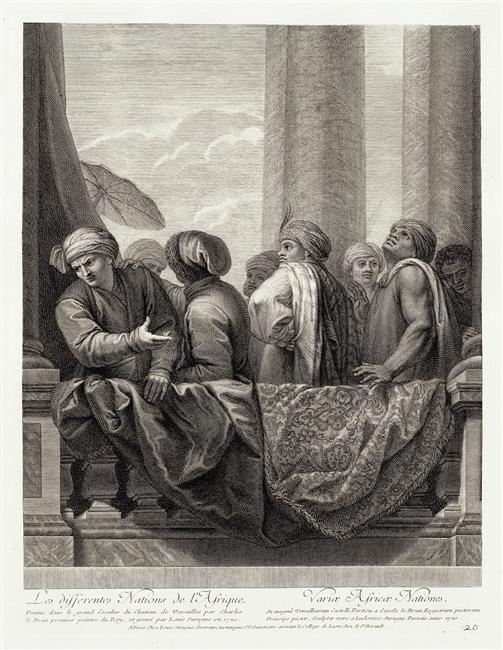
Les différentes nations de l'Afrique
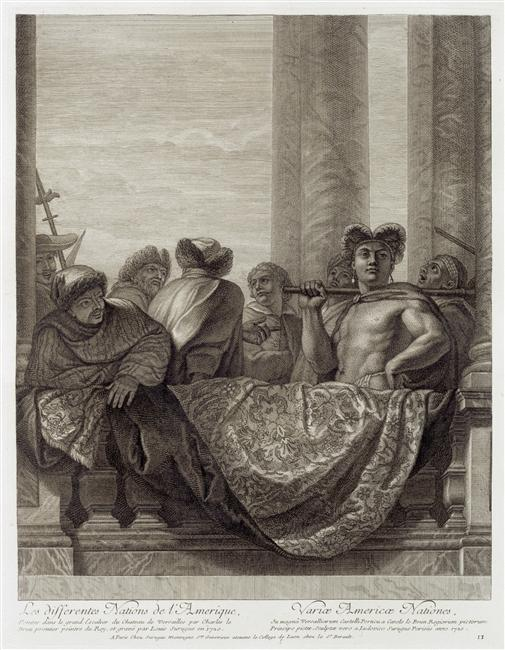
Les différentes nations de l'Amérique
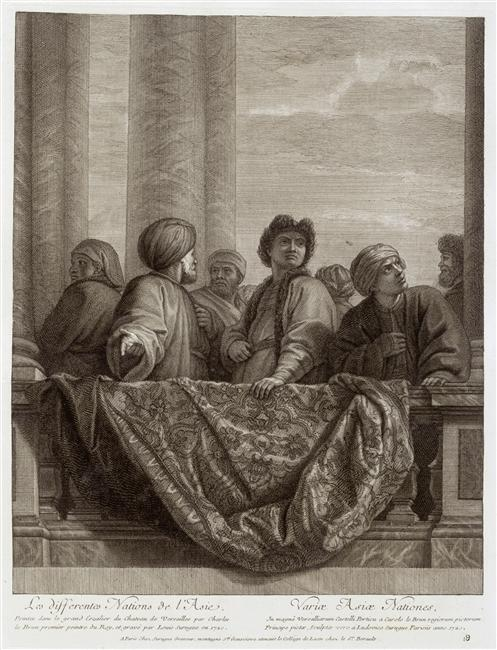
Les différentes nations de l'Asie
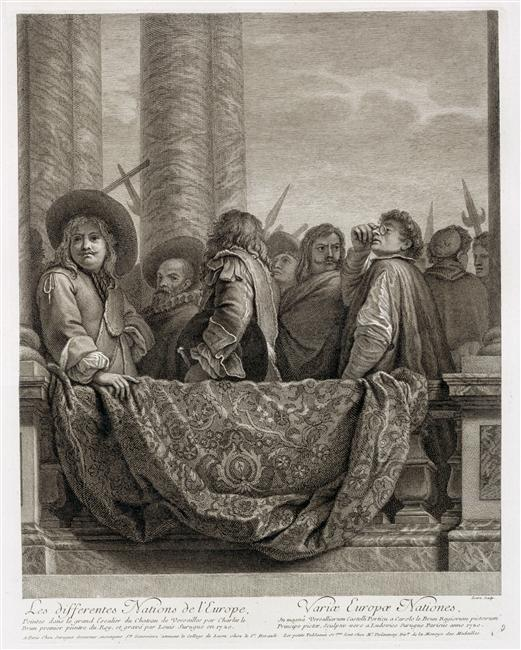
Les différentes nations de l'Europe
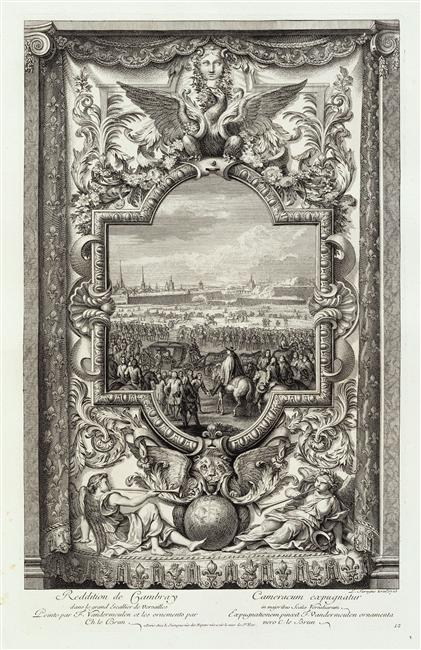
La reddition de Cambrai
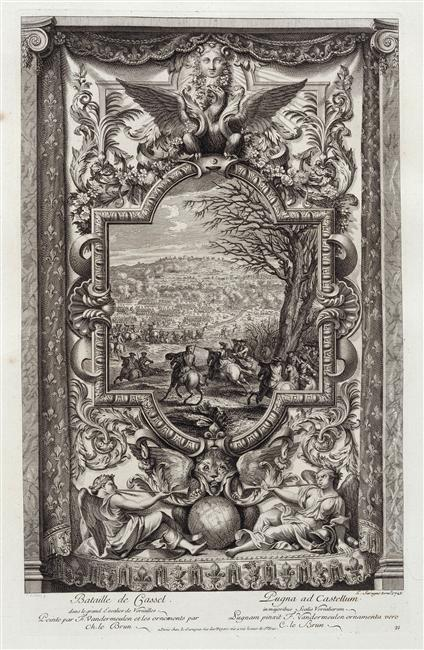
La bataille de Cassel
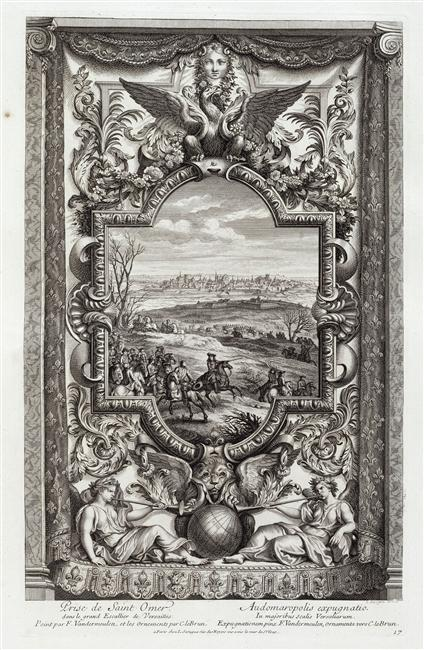
La prise de Saint-Omer
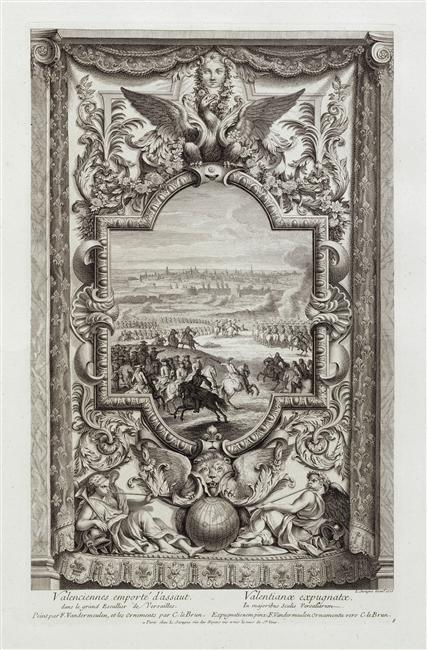
Valenciennes remportée d'assaut

## Expositions
- L'art du théâtre à Valenciennes, bibliothèque municipale de Valenciennes, 1989.
- Charles Le Brun (1619-1690) - Le décor de l'escalier des Ambassadeurs à Versailles, Musée national du château, Versailles, novembre 1990 - février 1991.
- Antoine Watteau et l'art de l'estampe, Musée du Louvre, Paris, 2010.
- L'invention du sauvage, Musée du quai Branly - Jacques Chirac, 2012.
- La leçon de musique d'Antoine Watteau, Palais des beaux-arts de Bruxelles, puis Palais des beaux-arts de Lille, 2013[23].
- Fêtes et divertissements à la Cour, château de Versailles, novembre 2016 - mars 2017.

## Réception critique
- « M. Louis Surugue, de Paris, graveur, ayant fait apporter les épreuves des portraits de M. Louis de Boullogne, un des vingt-deux anciens, et de M. Christophe, qui lui ont été ordonnés pour sa réception, les voix prises à l'ordinaire, il a été reçu Académicien et a prêté serment entre les mains de M. Coustou, directeur et recteur. » - Académie royale de peinture et de sculpture, procès-verbal de la séance du samedi 30 juillet 1735[24]
- « Louis Surugue grava plusieurs sujets pour le recueil Crozat et pour la galerie de Dresde. On le loue d'avoir su mettre de la netteté dans son burin et des finesses dans sa pointe. » - Michael Huber[25]
- « Louis Surugue eut le bon esprit de ne demander ses modèles qu'aux maîtres vivants qui pouvaient le guider, et il gagna à cette précaution sage de ne jamais publier d'œuvres médiocres ; les peintures d'Antoine Coypel, de François Boucher, de Jean-Baptiste Pater ou celles de Watteau le trouvèrent toujours à la hauteur de sa tâche ; souvent même il donna à ses reproductions une harmonie que n'avaient point les œuvres originales. » - Georges Duplessis[26]
- « Merveilleux interprète de Chardin. » - Paul Lacroix[27]

## Musées et collections publiques

### France
- Archives du Pas-de-Calais, Arras, L'escalier des Ambassadeurs du château de Versailles, gravure.
- Musée de Flandre, Cassel, Jeu de mail flamand, d'après David Téniers le Jeune[21].
- Musée des beaux-arts de Dole, La fille de Tanctède, Gabrielle de Vergy, d'après Le Corrège.
- Musée du Nouveau Monde, La Rochelle, Les différentes nations de l'Amérique, d'après Charles Le Brun, 1720.
- Musée des civilisations de l'Europe et de la Méditerranée, Marseille, Le jeu de coupe-tête, d'après René-Antoine Houasse.
- Musée des beaux-arts de Nancy, Frontispice de la suite de figures du jardin de Versailles, d'après Bernard Picart.
- Musée des beaux-arts d'Orléans, Portrait de Joseph Christophe, d'après Hubert Drouais[13].
- Cabinet des estampes de la Bibliothèque nationale de France, Paris.
- École nationale supérieure des beaux-arts, Paris, Portrait de Louis de Boullogne, d'après Antoine Mathieu, 1735[19].
- Grand Palais, Paris, L'escalier des Ambassadeurs.
- Musée Carnavalet, Galerie d'Hercule de l'hôtel Lambert : 1) page de dédicace[3] ; 2) Mercure et putti portant la peau du lion de Némée"[28].
- Musée du Louvre, Paris, La reddition de Cambrai (19 avril 1677)[29].
- Muséum national d'histoire naturelle, Paris, Portrait d'Étienne François Geoffroy, d'après Nicolas de Largilliere[30].
- Musée des beaux-arts de Rennes, gravures d'après Jean-Baptiste Pater.
- Bibliothèque municipale de Valenciennes, Un serrurier coupe le pot de chambre pour dégager le pied de Ragotin, d'après Jacques Dumont, 1729-1739.
- Château de Versailles, Louis XV à la chasse ; Arrivée de trois carrosses devant les grilles de l'escalier des Ambassadeurs, d'après Charles Parrocel, 1725.
- Musée de Louviers, La Fileuse flamande , gravure d'après David Téniers, 1749.

### Pays-Bas
- Rijksmuseum Amsterdam, Les adeptes de la flore, d'après Charles Le Brun, 1713 ; La Folie pare la Décrépitude des ajustements de la Jeunesse, d'après Charles Antoine Coypel, 1745[31].
- Musée de Dordrecht, Le philosophe en contemplation, d'après Rembrandt.

### Royaume-Uni
- British Museum, Londres, Portrait de Madame*** en habit de bal[32] ; Lhomme sensuel, d'après Le Corrège[10].
- National Portrait Gallery, Londres, Portrait de Charles Édouard Stuart, d'après Domenico Duprà[16].
- Royal Academy, Londres, Recueil d'estampes d'après les plus célèbres tableaux de la Galerie royale de Dresde.
- Victoria and Albert Museum, Londres, Arlequin, Pierrot et Scapin, d'après Antoine Watteau, 1719[22].
- Upton House, Warwickshire, La leçon de musique, d'après Antoine Watteau, 1719[33].

### Slovaquie
- Galerie municipale de Bratislava, Un serrurier coupe le pot de chambre pour dégager le pied de Rabotin, gravure d'après Jacques Dumont, 1726[15].

### Suède
- Nationalmuseum, Stockholm, Les amusements de la vie privée, d'après Jean Siméon Chardin[34].

### Suisse
- Musée d'art et d'histoire de Genève, gravures[35].

### République tchèque
- Galerie Morave de Brno.

### Canada
- University of Toronto Libraries (en), Toronto, Grand escalier du château de Versailles, dit escalier des Ambassadeurs, d'après Charles Le Brun.

### États-Unis
- Musées d'art de Harvard, Cambridge (Massachusetts), vingt-et-une gravures[11].
- Art Institute of Chicago, Maison des cartes et Aveugle mendiant, d'après Jean Siméon Chardin.
- Herbert F. Johnson Museum of Art, Université Cornell, Ithaca (New York), Portrait d'Étienne-François Geoffroy, d'après Nicolas de Largilliere;
- The Frick Collection, New York, Don Quichotte, conduit par la folie et embrasé par l'amour extravagant de Dulcinée, sort de chez lui pour être chevalier errant, d'après Charles Antoine Coypel, 1723-1724[12].
- Metropolitan Museum of Art, New York, Le hachis d'oignons, d'après Gérard Dou[36] ; Les plaisirs domestiques, d'après Jean Siméon Chardin.
- New-York Historical Society Museum, Les différentes nations de l'Afrique ; Les différents nations de l'Amérique ; Les différentes nations de l'Asie ; Les différentes nations de l'Europe, d'après Charles Le Brun (ancienne collection James Hazen Hyde).
- Philadelphia Museum of Art, Philadelphie, gravures[37].
- San Francisco De Young Museum, gravures[8].
- National Gallery of Art, Washington, Le désir de plaire, d'après Jean-Baptiste Pater, 1743[20].
- Clark Art Institute, Williamstown (Massachusetts), Les amusements de la vie privée, d'après Jean Siméon Chardin, 1747[9].

### Australie
- Galerie d'art de Nouvelle-Galles du Sud, Sydney, La Rappinière tombe sur la chèvre, d'après Jean-Baptiste Pater.

## Collections privées
- Pierre Crozat (les estampes de la collection Crozat)[38]